# Osmoregulacja
Osmoregulacja – zespół mechanizmów działających w organizmach żywych, aktywnie regulujących ciśnienie osmotyczne płynów ustrojowych. Ich zadaniem jest zachowanie prawidłowej homeostazy organizmu. Procesy te utrzymują równowagę wodną i prawidłowe stężenia elektrolitów (kationów, np. sodu i potasu oraz anionów np. chlorkowych), chroniąc płyny ustrojowe przed zbytnim rozcieńczeniem lub zbytnim stężeniem. Ciśnienie osmotyczne mierzone jest zdolnością wody do przemieszczania się z jednego płynu do drugiego. Im wyższe ciśnienie płynu, tym więcej wody może do niego napłynąć. Na tym też polega zjawisko osmozy – na przenikaniu wody z roztworu o niższym stężeniu (czyli hipotonicznego) do roztworu o stężeniu wyższym (hipertonicznego)  By uniknąć ucieczki czystej wody przez błony komórkowe, są one błonami półprzepuszczalnymi, umożliwiającymi selektywny przepływ osmolitów.